# 陳健治
陳健治（1944年1月25日—），中華民國政治人物，台北市內湖區人，中國國民黨籍，曾任立法委員、臺北市議會議長。胞弟陳義洲亦為前臺北市議員。

## 外部連結
- 立法院 （页面存档备份，存于）